# Rodica Șelaru
Rodica Șelaru (n. 11 august 1950) este un fost senator român în legislatura 2000-2004 ales în județul Neamț pe listele partidului PSDR care a devenit PSD în iunie 2001. Rodica Șelaru a fost membru în grupurile parlamentare de prietenie cu Regatul Spaniei și Republica Guineea. În cadrul activității sale parlamentare, Rodica Șelaru a înregistrat 87 de luări de cuvânt în 52 de ședințe parlamentare și a inițiat 8 propuneri legislative din care 6 au fost promulgate legi.  